# درغاه (غوهران)
درغاه (بالفارسية: درگاه) هي قرية تقع في إيران في قسم غوهران الريفي. يقدر عدد سكانها بـ 277 نسمة بحسب إحصاء 2016.